# Saussenac
Saussenac é uma comuna francesa na região administrativa da Occitânia, no departamento de Tarn. Estende-se por uma área de 17.39 km², e possui 590 habitantes, segundo o censo de 2018, com uma densidade de 34 hab/km².